# Anasa repetita
Anasa repetita är en insektsart som beskrevs av Heidemann 1905. Anasa repetita ingår i släktet Anasa och familjen bredkantskinnbaggar. Inga underarter finns listade i Catalogue of Life.